# Stade Kassé Keïta
Pour les articles homonymes, voir Kassé et Keïta.
 (avril 2025).
Motif : Très peu de sources en lien avec le stade, notoriété très faible quasi-inexistante
- Archive Wikiwix
- Bing
- Cairn
- DuckDuckGo
- E. Universalis
- Gallica
- Google
- G. Books
- G. News
- G. Scholar
- Persée
- Qwant
- (zh) Baidu
- (ru) Yandex
- (wd) trouver des œuvres sur Wikidata

| 1. | Préciser le motif de la pose du bandeau. | Précisez le motif de la pose du bandeau en utilisant la syntaxe suivante : {{admissibilité à vérifier\|date=avril 2025\|motif=remplacez ce texte par le motif}}                        |
| 2. | Informer les utilisateurs concernés.     | Pensez à avertir le créateur de l'article, par exemple, en insérant le code ci-dessous sur sa page de discussion : {{subst:avertissement admissibilité à vérifier\|Stade Kassé Keïta}} |

Le Stade Kassé Keïta a été construit à Gao au Mali en janvier 2002. Il a une capacité de 5 000 places.